# Alcis klapperichi
Alcis klapperichi là một loài bướm đêm trong họ Geometridae.